# Augustin Bideanu
Augustin Bideanu a fost un om politic român, care a îndeplinit funcția de ministru.